# Distretto di Weiz
Weiz è un distretto amministrativo dello stato di Stiria, in Austria.

## Geografia antropica
Il distretto si suddivide in 31 comuni di cui 2 con status di città e 8 con diritto di mercato.

### Città
- Gleisdorf
- Weiz

### Comuni mercato
- Anger
- Birkfeld
- Markt Hartmannsdorf
- Passail
- Pischelsdorf in der Steiermark
- Sankt Margarethen an der Raab
- Sankt Ruprecht an der Raab
- Sinabelkirchen

### Comuni
- Albersdorf-Prebuch
- Fischbach
- Fladnitz an der Teichalm
- Floing
- Gasen
- Gersdorf an der Feistritz
- Gutenberg
- Hofstätten an der Raab
- Ilztal
- Ludersdorf-Wilfersdorf
- Miesenbach bei Birkfeld
- Mitterdorf an der Raab
- Mortantsch
- Naas
- Puch bei Weiz
- Ratten
- Rettenegg
- Sankt Kathrein am Hauenstein
- Sankt Kathrein am Offenegg
- Strallegg
- Thannhausen